# XXX Aniversario Tour
Es la gira número 16 que desarrolló la banda de heavy metal argentino Rata Blanca. Comenzó el 22 de marzo de 2018 y terminó el 23 de noviembre de 2018. Esta gira sirve para conmemorar los 30 años desde que comenzó la banda. Es a su vez la primera gira con Pablo Motyczak en el bajo tras el fallecimiento de Guillermo Sánchez el 27 de mayo de 2017. Comenzaron en La Plata, para luego seguir por Ramos Mejía y Tigre y además Lomas de Zamora. Luego dieron un último concierto en Argentina. En abril dieron shows en México y Colombia, y luego dieron conciertos nuevamente en Argentina y Perú hasta volver a Buenos Aires el 9 de agosto, con un concierto sinfónico en el estadio Luna Park, para volver luego a Perú y dar una inmensa gira de 22 shows por México y los Estados Unidos. Luego volvieron a la Argentina y tocaron en Uruguay, Cipolletti, Quilmes y otra vez en Buenos Aires, dándose así por finalizada. Tras esto, realizaron una nueva gira durante el año 2019 como continuación de este tour.

## Festejos por los 30 años

### 2018
Comienzan el año tocando el 22 de marzo en el Teatro Sala Ópera. Esta gira marca el regreso a los escenarios, y es a su vez el festejo de los 30 años desde sus comienzos. Se caracteriza también por ser a su vez la primera gira con Pablo Motyczak al mando del bajo tras el fallecimiento de Guillermo Sánchez el 27 de mayo de 2017. Luego, la banda vuelve nuevamente a Pinar de Rocha, en donde lo hicieron en 2016 y 2017. Fueron teloneados por Arpeghy como en el año anterior, cuando Guillermo Sánchez estaba aún en la banda. El recital tuvo lugar el 23 de marzo. Allí sonaron temas como Jerusalén y Mr. Cósmico, este último cantado por primera vez con Adrián Barilari. El primer tema no sonaba desde aquel concierto en el estadio Obras durante la gira del disco El camino del fuego, y el segundo, desde los dos últimos conciertos con Gabriel Marián antes de la separación corta de Rata Blanca. Al día siguiente, a 42 años del último Golpe de Estado que mantuvo atemorizado al país, la banda regresó nuevamente al Teatro Niní Marshall. Ese mismo día, Depeche Mode hizo lo suyo en el Estadio Único. El 25 de marzo, la banda regresa otra vez en su carrera al Teatro Coliseo de Lomas de Zamora. El 30 de marzo, la banda regresó tras 26 años a Florencio Varela. El recital tuvo lugar en Reinas Rock, y se desarrolló a 20 años del segundo concierto de The Rolling Stones en el estadio de River. La última vez de la banda en Florencio Varela fue el 11 de marzo de 1992 en la Gira Guerrera. Entre el 5 y 8 de abril, la banda hizo 4 shows en Colombia, donde volvieron a tocar tras casi 4 años de ausencia. Las sedes elegidas en esta nueva gira fueron Banquetes Castillo de Neiva, el Auditorio Mayor CUN de Bogotá, el Teatro Jorge Isaacs de Cali y el Coliseo Champagnat de Pasto. Entre el 11 y el 29 de abril hicieron una gira de 14 shows en diversas ciudades de México, igualando la cantidad hecha en 1995 entre ese país y Estados Unidos durante su gira de presentaciones de Entre el cielo y el infierno con Mario Ian como líder de la banda. El 4 de mayo, y tras su exitosa gira por México, la banda toca en el Teatro Gran Ituzaingó, ya de regreso a la Argentina. El 5 de mayo, la banda da otro nuevo recital en el Teatro Colonial, siendo esta la octava vez que llenan este teatro. El 10 de mayo, la banda regresó otra vez al Teatro Municipal 1º de Mayo, donde habían tocado en 2014 y 2017, esta última con Pablo Motyczak al mando del bajo. El 11 de mayo, la banda vuelve a tocar nuevamente en el Quality Espacio de Córdoba, siendo esta su nueva visita a ese Teatro. El 12 de mayo, y tras dos años, la banda regresó a Rosario para tocar en la filial del Teatro Vorterix. No tocaban en Rosario desde el 23 de marzo de 2016 en su gira antecesora, en un concierto que tuvo lugar en el Auditorio Fundación Astengo. El 19 de mayo, la banda regresó a  Perú para participar en el Vivo X El Rock 10 junto a otros artistas. Justo, La Renga regresaba al  estadio de Newell's después de 14 años para dar el primer show en su regreso a  Rosario tras tres años de la última vez que tocaron. El 9 de agosto, la banda regresa a la Argentina para dar un concierto nuevo en el estadio Luna Park, con una orquesta de cuerdas sobre el escenario, como en octubre de 1992 en el cierre de la Gira Guerrera. La orquesta de cuerdas que estuvo en este nuevo recital en Buenos Aires estaba dirigida por Patricio Villarejo. Fue el recital más largo de la banda, con 3 horas y 20 minutos de duración, interpretando un total de 30 temas. El recital se realizó a un año del cuarto banquete de La Renga, que tuvo lugar en el estadio de Huracán. Entre el 16 y 19 de agosto, la banda regresó a Perú por segunda vez en el año para realizar 4 shows. Las sedes elegidas fueron el Centro de Convenciones Festiva, la Explanada JPD, el Jardín de la Cerveza y el Campo Ferial. Estos 4 shows se realizaron tras el último concierto en Buenos Aires, y previo a esos shows en Perú, iban a tocar en Trelew y Comodoro Rivadavia. Sin embargo, la banda tuvo que suspender esos dos shows. Entre el 6 de septiembre y el 20 de octubre, la banda realizó una gran gira por México y los Estados Unidos, en la cual se realizó un total de 22 shows, 8 shows más que la vez pasada, aquellos que se realizaron entre el 11 y 29 de abril de este año. El 3 de noviembre, tras la gira por México y los Estados Unidos, la banda vuelve a la Argentina para tocar en el Auditorio Oeste otra vez. El 10 de noviembre, tras casi dos años, la banda regresó otra vez a Uruguay para tocar en La Trastienda Club de Montevideo. La última vez que tocaron en Uruguay fue el 10 de diciembre de 2016 en su Gira de la Tormenta Eléctrica, y oficialmente no tocaron en La Trastienda Club desde el 27 y 28 de noviembre de 2015 en su gira mencionada. Las tres fechas propiamente dichas se realizaron con Guillermo Sánchez al mando del bajo. Este nuevo recital se iba a realizar en realidad el 18 de agosto, tras el concierto multitudinario en el estadio Luna Park, pero en su lugar tocaron en Perú. Este nuevo recital en Uruguay se realizó por primera vez sin Guillermo Sánchez. Se caracteriza por ser el primero con Pablo Motyczak como bajista de la banda. El 16 de noviembre regresaron otra vez a Kimika Night Club, ya de regreso a la Argentina. En el concierto, la banda contó con el ex baterista de Horcas y Mastifal Mariano Elías Martín, ya que Fernando Scarcella se ausentó porque su esposa dio a luz. El 17 de noviembre, la banda regresó a Quilmes para tocar en Enigma Complejo Club. El 23 de noviembre, la banda regresó al Teatro Vorterix. No tocaban en ese teatro desde el 15 de agosto de 2017 en el homenaje a Guillermo Sánchez, fallecido en mayo de 2017, y oficialmente no tocaban en ese teatro de manera propia desde el 18 de agosto de 2012 cuando el Negro estaba aún como bajista de la banda. Cabe señalar que en el concierto del 18 de agosto del año antes mencionado contaron con Sergio Berdichevsky y Saúl Blanch como invitados. Este nuevo recital en el Teatro Vorterix fue el segundo concierto en Buenos Aires tras el multitudinario recital del 9 de agosto de 2018 en el estadio Luna Park, en el cual contaron con una orquesta de cuerdas sobre el escenario. Así despidieron el año.

## Setlist
Representa los dos primeros shows de la gira 
1. "Los chicos quieren rock"
2. "La otra cara de la moneda"
3. "Sólo para amarte"
4. "Asesinos"
5. "El círculo de fuego"
6. "Jerusalén"
7. "Rock 'n' roll hotel"
8. "Ella"
9. "Aún Estás en mis Sueños"
10. "Basura"
11. "Ángeles de acero"
12. "Mr. Cósmico"
13. "Chico callejero"
14. "Las voces del mar"
15. "El reino olvidado"
16. "Abrazando al rock and roll"
17. "Guerrero del arco iris"
18. "Mujer amante"
19. "La leyenda del hada y el mago"

### Otras canciones tocadas en la gira
1. "El sueño de la gitana"
2. "Volviendo a casa"
3. "El último ataque"
4. "Agord, la bruja"
5. "El camino del sol"
6. "El guardián de la luz"
7. "Noche sin sueños"
8. "El jugador"
9. "Sinfonía fantástica"
10. "Los ojos del dragón"
11. "71-06 (Endorfina)"
12. "Días duros"
13. "La llave de la puerta secreta"
14. "Tan lejos de aquel sueño"
15. "Talismán"
16. "Capricho árabe"
17. "Preludio obsesivo"
18. "Caballo salvaje"
19. "Hombre de hielo"
20. "Pequeño ángel oscuro"
21. "Rompe el hechizo"
22. "La boca del lobo"
23. "Michell odia la oscuridad"
24. "La misma mujer"
25. "Haz tu jugada"
26. "Cuando la luz oscurece"

## Conciertos
| Fecha                    | Ciudad             | País           | Recinto                            |
| ------------------------ | ------------------ | -------------- | ---------------------------------- |
| América del Sur          |                    |                |                                    |
| 22 de marzo de 2018      | La Plata           | Argentina      | Teatro Sala Ópera                  |
| 23 de marzo de 2018      | Villa Sarmiento    | Argentina      | Microestadio Arena                 |
| 24 de marzo de 2018      | Tigre              | Argentina      | Teatro Niní Marshall               |
| 25 de marzo de 2018      | Lomas de Zamora    | Argentina      | Teatro Coliseo                     |
| 30 de marzo de 2018      | Florencio Varela   | Argentina      | Reinas Rock                        |
| 5 de abril de 2018       | Neiva              | Colombia       | Banquetes Castillo                 |
| 6 de abril de 2018       | Bogotá             | Colombia       | Auditorio Mayor CUN                |
| 7 de abril de 2018       | Cali               | Colombia       | Teatro Jorge Isaacs                |
| 8 de abril de 2018       | Pasto              | Colombia       | Coliseo Champagnat                 |
| América del Norte        |                    |                |                                    |
| 11 de abril de 2018      | Ciudad de México   | México         | Teatro Metropolitan                |
| 12 de abril de 2018      | Puebla             | México         | Auditorio CCU                      |
| 13 de abril de 2018      | Querétaro          | México         | Club Latino                        |
| 14 de abril de 2018      | León               | México         | Teatro Manuel Doblado              |
| 15 de abril de 2018      | Guadalajara        | México         | Teatro Diana                       |
| 18 de abril de 2018      | Aguascalientes     | México         | Auditorio Dimo                     |
| 19 de abril de 2018      | Durango            | México         | Sala Dubai                         |
| 20 de abril de 2018      | Torreón            | México         | Metrópoli Disco                    |
| 21 de abril de 2018      | Monterrey          | México         | Disco Escena                       |
| 22 de abril de 2018      | San Luis Potosí    | México         | Centro Río                         |
| 25 de abril de 2018      | Morelia            | México         | Salón Arena                        |
| 26 de abril de 2018      | Oaxaca             | México         | Quinta Azucena                     |
| 28 de abril de 2018      | Tuxtla Gutiérrez   | México         | Estadio Víctor Manuel Reyna        |
| 29 de abril de 2018      | Mérida             | México         | Mayan Hall                         |
| América del Sur          |                    |                |                                    |
| 4 de mayo de 2018        | Ituzaingó          | Argentina      | Teatro Gran Ituzaingó              |
| 5 de mayo de 2018        | Avellaneda         | Argentina      | Teatro Colonial                    |
| 10 de mayo de 2018       | Santa Fe           | Argentina      | Teatro Municipal 1.º de Mayo       |
| 11 de mayo de 2018       | Córdoba            | Argentina      | Quality Espacio                    |
| 12 de mayo de 2018       | Rosario            | Argentina      | Teatro Vorterix                    |
| 19 de mayo de 2018       | Lima               | Perú           | Concha Acústica del Campo de Marte |
| 9 de agosto de 2018      | Buenos Aires       | Argentina      | Estadio Luna Park                  |
| 16 de agosto de 2018     | Lima               | Perú           | Centro de Convenciones Festiva     |
| 17 de agosto de 2018     | Cuzco              | Perú           | Explanada JPD                      |
| 18 de agosto de 2018     | Arequipa           | Perú           | El Jardín de la Cerveza            |
| 19 de agosto de 2018     | Juliaca            | Perú           | Campo Ferial                       |
| América del Norte        |                    |                |                                    |
| 6 de septiembre de 2018  | Pachuca            | México         | Teatro San Francisco               |
| 7 de septiembre de 2018  | Cuautitlán Izcalli | México         | Teatro San Benito                  |
| 8 de septiembre de 2018  | Irapuato           | México         | Inforum                            |
| 9 de septiembre de 2018  | Toluca             | México         | Salón Rojo                         |
| 13 de septiembre de 2018 | Zacatecas          | México         | Teatro Ramón López Velarde         |
| 14 de septiembre de 2018 | Durango            | México         | Teatro Ricardo Castro              |
| 15 de septiembre de 2018 | Chihuahua          | México         | Teatro de los Héroes               |
| 16 de septiembre de 2018 | Ciudad Juárez      | México         | Las Anitas                         |
| 18 de septiembre de 2018 | Ciudad Obregón     | México         | Teatro del ITSON                   |
| 19 de septiembre de 2018 | Hermosillo         | México         | Auditorio INAM                     |
| 20 de septiembre de 2018 | Tijuana            | México         | Black Box                          |
| 22 de septiembre de 2018 | San Francisco      | Estados Unidos | Roccapulco                         |
| 28 de septiembre de 2018 | Santa Ana          | Estados Unidos | The Observatory                    |
| 29 de septiembre de 2018 | Los Ángeles        | Estados Unidos | Belasco Theatre                    |
| 5 de octubre de 2018     | Passaic            | Estados Unidos | Fiesta Night Club                  |
| 6 de octubre de 2018     | Falls Church       | Estados Unidos | The State Theatre                  |
| 8 de octubre de 2018     | Nueva York         | Estados Unidos | Stage 48                           |
| 12 de octubre de 2018    | Boston             | Estados Unidos | Wonderland Ballroom                |
| 13 de octubre de 2018    | Chicago            | Estados Unidos | Patio Theatre                      |
| 18 de octubre de 2018    | Austin             | Estados Unidos | Club Latinos                       |
| 19 de octubre de 2018    | Houston            | Estados Unidos | Vertigo                            |
| 20 de octubre de 2018    | Dallas             | Estados Unidos | The Event Center                   |
| América del Sur          |                    |                |                                    |
| 3 de noviembre de 2018   | Haedo              | Argentina      | Auditorio Oeste                    |
| 10 de noviembre de 2018  | Montevideo         | Uruguay        | La Trastienda Club                 |
| 16 de noviembre de 2018  | Cipolletti         | Argentina      | Kimika Night Club                  |
| 17 de noviembre de 2018  | Quilmes            | Argentina      | Enigma Complejo Club               |
| 23 de noviembre de 2018  | Buenos Aires       | Argentina      | Teatro Vorterix                    |

## Conciertos suspendidos y/o reprogramados
| Fecha                   | Ciudad, País                  | Lugar                       | Motivo |
| ----------------------- | ----------------------------- | --------------------------- | --- |
| 11 de agosto de 2018    | Trelew, Argentina             | Gimnasio Club Independiente | El concierto fue suspendido por razones ajenas a la banda. Tocaron el 5 de junio de 2022 en su Gira 2021-2022: El Regreso de los Guerreros del Rock. |
| 12 de agosto de 2018    | Comodoro Rivadavia, Argentina | Estadio Socios Fundadores   | El concierto fue suspendido por razones ajenas a la banda. Tocaron el 4 de junio de 2022 en su Gira 2021-2022: El Regreso de los Guerreros del Rock. |
| 8 de septiembre de 2018 | Nezahualcóyotl, México        | Teatro Alfredo del Mazo     | El concierto se suspendió por razones ajenas a la banda. Se pasó para ese mismo día en Irapuato.                                                     |

## Países visitados
- Argentina
- Uruguay
- Colombia
- Perú
- México
- Estados Unidos

## Formación durante la gira
- Adrián Barilari - Voz (1989-1993, 2000-Actualidad)
- Walter Giardino - Guitarra líder (1986-1997, 2000-Actualidad)
- Pablo Motyczak - Bajo (2017-2023)
- Fernando Scarcella - Batería (2000-2023)
- Danilo Moschen - Teclados (2010-Actualidad)

### Músicos de apoyo
- Mariano Elías Martín - Batería en el concierto en Cipolletti